# Coupe Spengler 1941
Navigation
Édition précédente Édition suivante
La Coupe Spengler 1941 est la 17e édition de la Coupe Spengler. Elle se déroule en décembre 1941 à Davos, en Suisse.
Après deux années d'interruption en raison de la Seconde Guerre mondiale, la Coupe Spengler reprend (la Suisse restant neutre dans ce conflit) avec seulement trois équipes

## Règlement du tournoi
Les équipes sont regroupés au sein d'un seul groupe. Les équipes jouent un match contre chacune des autres équipes. Le premier de la poule unique est déclaré vainqueur de la Coupe Spengler.

## Résultats des matchs et classement
| 29 décembre | HC Davos | 14-2 (3-0, 5-1, 6-1) | Lausanne HC |  |

| 30 décembre | Berlin SC | 2-0 (1-0, 1-0, 0-0) | Lausanne HC |  |

| 31 décembre | HC Davos | 9-0 (4-0, 3-0, 2-0) | Berlin SC |  |

| Clt   | Équipe      | PJ | V | D | N | BP | BC | Pts |
| ----- | ----------- | -- | - | - | - | -- | -- | --- |
| +001, | HC Davos    | 2  | 2 | 0 | 0 | 23 | 2  | 4   |
| +002, | Berlin SC   | 2  | 1 | 1 | 0 | 2  | 9  | 2   |
| +003, | Lausanne HC | 2  | 0 | 2 | 0 | 2  | 16 | 0   |

- Vainqueur de la compétition